# Outsider (album)
Outsider – album Fenomenu wydany w 2007 roku przez wytwórnię My Music. Został nagrany po prawie czterech latach nieaktywności grupy na polskiej scenie.
Nagrania dotarły do 49. miejsca zestawienia OLiS.

## Lista utworów
Źródło.
1. Ekonom, Żółf – „Wracamy do gry – Intro” (produkcja: Mazsa) – 2:24
2. Ekonom, Żółf – „Outsider” (produkcja: Mazsa, gościnnie: Siwy Dym, scratche: DJ Kostek) – 4:22
3. Ekonom, Żółf – „Warszawa” (produkcja: WDK) – 3:49
4. Ekonom, Żółf – „Przysłowia” (produkcja: Mazsa) – 2:59
5. Ekonom, Żółf – „Znajdziesz mnie tu” (produkcja: Kama, gościnnie: Kama) – 4:05
6. Ekonom, Żółf – „Lustro” (produkcja: Bez Twarzy, gościnnie: Emilia Witkiewicz) – 3:44
7. Ekonom, Żółf – „Lepiej późno niż wcale” (produkcja: Mazsa, gościnnie: 1z2) – 3:57
8. Dwaes, Żółf – „Bezsenność” (produkcja: Mazsa) – 3:56
9. Ekonom, Żółf – „Taki jak Ty” (produkcja: Mazsa) – 3:10
10. Ekonom, Żółf – „Przypomnij sobie” (produkcja: Bez Twarzy, gościnnie: Miexon) – 4:51
11. Ekonom, Żółf – „Za długo, za szybko” (produkcja: Stereotyp, Emilia Witkiewicz, gościnnie: Emilia Witkiewicz) – 3:35
12. „Outro” (produkcja: Mazsa) – 0:55